# 태그팀

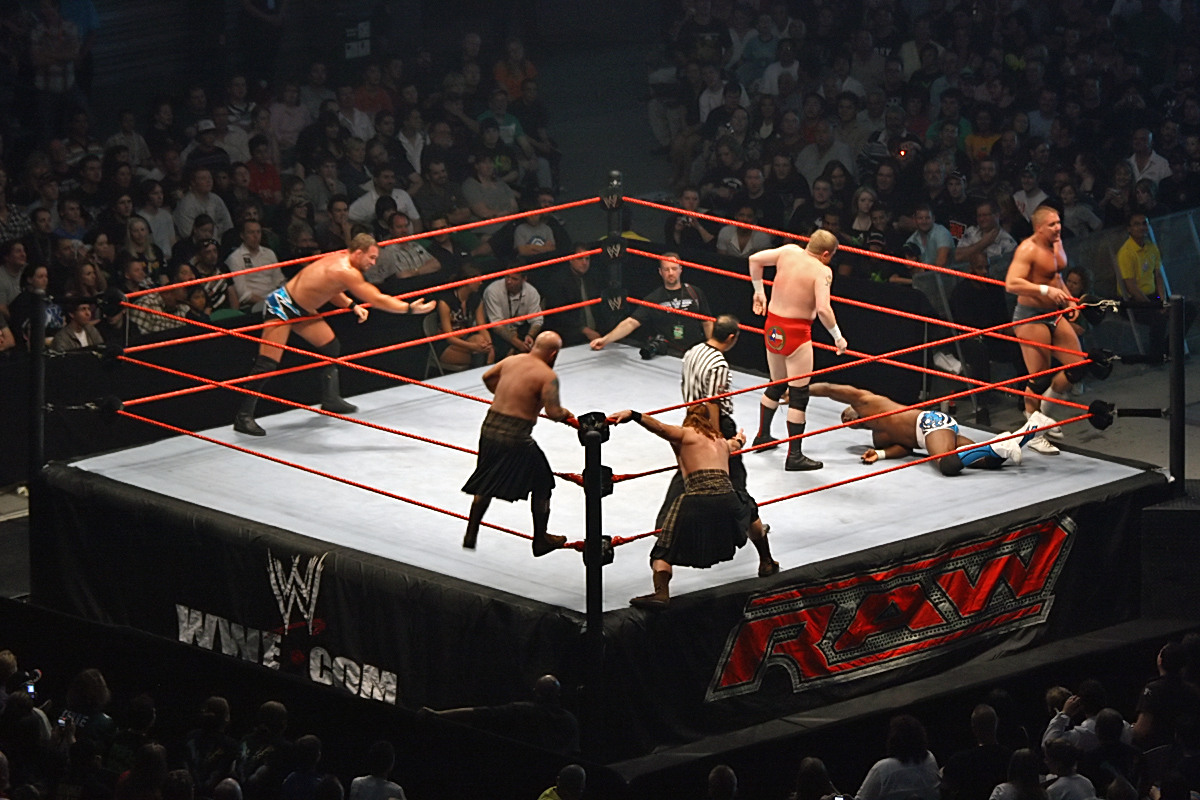

태그팀(Tag team)은 프로 레슬링 경기 형식으로 태그 매치를 할 때 여러 프로 레슬러로 구성된 팀이다.
태그 팀 레슬링(Tag team wrestling)은 프로레슬링의 일종으로, 여러 명의 레슬러가 팀을 이루어 경기를 겨루는 경기이다. 태그 팀은 일반적으로 단식 대회에서 씨름하는 레슬러로 구성될 수 있지만 더 일반적으로 하나의 단위로 정기적으로 씨름하고 팀 이름과 정체성을 가진 기존 팀으로 구성된다.
대부분의 팀 경기에서 팀당 한 명의 경쟁자만 한 번에 링에 입장할 수 있다. 팀 기반 경기는 20세기 중반부터 프로 레슬링의 주류였으며 대부분의 프로모션에서는 태그 팀을 위한 챔피언십 부문을 승인했다.

## 같이 보기
- 프로레슬링 경기 방식 목록
- 분류:태그팀 프로레슬링 챔피언십